# Eenie Meenie
„Eenie Meenie“ je píseň amerického R&B zpěváka Seana Kingstona. Píseň se bude nacházet na jeho třetím studiovém albu a také se nachází na druhém studiovém albu Justina Biebera My World 2.0. Produkce se ujal producent Benny Blanco. S touto písní mu vypomohl kanadský popový zpěvák Justin Bieber.

## Hitparáda
| Země        | Umístění |
| ----------- | -------- |
| Austrálie   | 11       |
| Nový Zéland | 5        |
| Kanada      | 14       |
| Německo     | 60       |
| Anglie      | 9        |
| Evropa      | 36       |
| USA         | 15       |
| Česko       | 52       |